# You’ve Been a Good Old Wagon But You’ve Done Broke Down
You’ve Been a Good Old Wagon But You’ve Done Broke Down ist ein Rag, den Ben Harney (Musik und Text) und John Biller (Arrangement) verfassten und 1895 bei Greenup Music Co., Louisville veröffentlichten. Der Titel gilt als einer der ersten Ragtime-Veröffentlichungen.

## Hintergrund

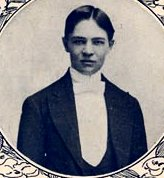
Ben Harney, Ausschnitt eines Notenblatts (1896)

Benjamin Robertson Harney (1872–1938) trat in den frühen 1890er-Jahren als Minstrel-Künstler auf; Good Old Wagon schrieb er, als er in Midlesboro, Kentucky lebte. Nach seiner Rückkehr nach Louisville konnte er den dort ansässigen Musikverleger Greenup überzeugen, den Titel zu veröffentlichen. John Biller, Leiter eines lokalen Theaterorchesters, half Harney bei Arrangement und Transkription der Nummer für Piano und erhielt dafür den gleichen Anteil am Urheberrecht eingeräumt. 1896 erschien der Song in dem großen New Yorker Musikverlag M. Witmark & Sons, was ihn landesweit bekannt machte. Das Original-Notenblatt des Songs You've Been a Good Old Wagon, But You've Done Broke Down war für Piano und Gesang geschrieben; Ben Harney selbst nahm seine Komposition 1925 ohne Begleitung auf.
1924 schrieb die New York Times, dass Ben Harney „wahrscheinlich mehr als alle anderen für die Verbreitung des Ragtime getan habe“; das Time Magazine ernannte ihn 1938 zum „Vater des Ragtime“. In späteren Jahren fand man allerdings heraus, dass sich Harney möglicherweise an die älteren afroamerikanischen Folk Blues Songs Sugar Babe, Sweet Thing und Crawdad Song angelehnt hatte, die in den Appalachen populär waren und die Ähnlichkeiten mit Good Old Wagon aufweisen.
Ein Bluessong mit ähnlichem Titel (You're a Good Old Wagon, But Daddy You've Done Broke Down) stammte von Bessie Smith und Stuart Balcom, den Smith 1925 für Columbia Records einspielte. 1925 ließ der Songwriter Perry Bradford das Urheberrecht an Harneys Song eintragen, was in späteren Jahren zu einem Rechtsstreit wegen Urheberrechtsverletzung führte. Gecovert wurde Harneys Komposition u. a. von Len Spencer (1902), in späteren Jahren von Dinah Washington und Dave Van Ronk (Live in Monterey 1998).